# Podmokly (zámek, okres Rokycany)
Podmokly jsou zámek ve stejnojmenné obci v okrese Rokycany. Postaven byl na počátku osmnáctého století a jeho dochovaná podoba je výsledkem mnoha novodobých zásahů, které setřely historický vzhled stavby. Přesto se v budově dochovaly četné detaily, a zámek je od roku 2010 chráněn jako kulturní památka.

## Historie
Prvním panským sídlem v Podmoklech bývala v patnáctém století tvrz, kterou si postavili vladykové z Podmokel. V šestnáctém století byla opuštěna, ale po roce 1568 ji obnovili Hochhauzárové z Hochhazu. V roce 1624 ji zdědili Varlejchové z Bubna. Podruhé tvrz zpustla během třicetileté války a časem zcela zanikla.
Nové sídlo si majitelé panství postavili v hospodářském dvoře. Stálo jen do roku 1707, kdy ho nechal hrabě Karel Jiří Michna z Vacínova zbořit a na jeho místě postavit barokní zámek. Vzhledem ke kvalitě architektury je pravděpodobné, že plány zámku navrhl některý z významných barokních architektů. Mohl jím být i Jan Blažej Santini-Aichel, který podobné prvky jako na podmokelském zámku použil také na jiných svých stavbách. Dalším majitelem zámku se stal apelační rada Jan Kristián Stolz, který u něj zřídil kapli. Od roku 1747 statek patřil Fürstenbergům, kteří jej připojili ke křivoklátskému panství. Roku 1869 zámek s pivovarem prodali a v jejich držení se vystřídala řada dalších majitelů.

## Stavební podoba
Jednopatrová zámecká budova má obdélníkový půdorys a stojí na jižním okraji bývalého hospodářského dvora. Stavbu negativně ovlivnily novodobé zásahy, ale přesto se dochovala řada architektonických detailů. Obě hlavní průčelí jsou zdůrazněná dvakrát odstupňovanými rizality. Přízemím vedl průjezd. Oba jeho portály byly zazděny a na vstupním průčelí se dochoval jen klenák s aliančním znakem stavebníka v akantovém rámování. Fásády člení jen kordonová římsa mezi patry, bohatě profilovaná korunní římsa a ostění obdélných oken s uchy. Místnosti jsou zaklenuté valenými klenbami s lunetami.